# Felipe Valenzuela Herrera
Felipe Valenzuela Herrera (Arica, 8 de octubre de 1941) es un político chileno. Ejerció como diputado por el distrito N.º 4 durante tres periodos consecutivos entre 1990 y 2002.

## Biografía
Nació en Arica, el 8 de octubre de 1941.
Se casó con María Araos Varela y tienen cuatro hijos.
Sus estudios primarios los realizó en la Escuela N.°1 de su ciudad natal, y los secundarios, en la Escuela Normal de Antofagasta.
Finalizada la etapa escolar, ingresó a la Facultad de Derecho de la Universidad de Chile, titulándose de abogado; a su vez, en 1960, obtuvo el título de Profesor Normalista.
En el ámbito profesional, trabajó como profesor de música en el Liceo de Niñas de Antofagasta. Más adelante, se integró a la Orquesta Sinfónica de esa ciudad.
Fue elegido presidente del Centro de exalumnos de la Escuela Normal de Antofagasta.
En 1969 se incorporó al Partido Socialista.
Durante el gobierno de la Unidad Popular, fue dirigente de base en la Escuela República Argentina de Santiago, donde, además, se desempeñó como director.
Posteriormente, en 1983 participó como cofundador de la Comisión de Derechos Humanos de Antofagasta, donde desarrolló el cargo de Secretario general. Fue miembro de la Alianza Democrática de Antofagasta y actuó como secretario regional de su partido en Antofagasta. En 1985 fue designado presidente regional del Colegio de Profesores. Luego, en 1986 se desempeñó como Jefe político de la Brigada Nacional de Profesores Socialistas.
En 1988 fue presidente regional del Partido por la Democracia en su zona, del cual es uno de sus fundadores y primer presidente provincial.
En diciembre de 1989 fue elegido diputado por la II Región, Distrito N.°4 de "Antofagasta, Mejillones, Sierra Gorda y Taltal", período 1990 a 1994; se integró a la Comisión Permanente de Educación, Cultura, Ciencias y Tecnología, a la de Deportes y Recreación y a la de Minería y Energía. Integró la Comisión Especial de Codelco, de la cual fue su presidente. Ocupó la vicepresidencia de los Grupos Parlamentarios Chileno-Argentino y Chileno-Israelí y de la Junta Directiva del Parlamento Latinoamericano.
En diciembre de 1993 fue reelecto para el siguiente período, de 1994 a 1998. En su labor, se mantuvo en las mismas Comisiones. Además, perteneció a la Comisión Especial Legislativa sobre el Plan de Desarrollo de Arica y Parinacota. También, fue nombrado Jefe de la Bancada de Diputados de su partido.
En diciembre de 1997 fue nuevamente reelecto para el período de 1998 a 2002. En esta ocasión, fue miembro de las Comisiones Permanentes de Educación, Cultura, Deportes y Recreación, y de la de Relaciones Exteriores, Asuntos Interparlamentarios e Integración Latinoamericana. Fue 1er vicepresidente de la Cámara de Diputados, entre el 3 de abril de 2001 y el 11 de marzo de 2002. 
En 2001 buscó la reelección, sin éxito.

## Historial electoral

### Elecciones parlamentarias de 1989
- Elecciones parlamentarias de 1989 a Diputado por el distrito 4 (Antofagasta, Mejillones, Sierra Gorda y Taltal)[1]

### Elecciones parlamentarias de 1993
- Elecciones parlamentarias de 1993 a Diputado por el distrito 4 (Antofagasta, Mejillones, Sierra Gorda y Taltal)[2]

### Elecciones parlamentarias de 1997
- Elecciones parlamentarias de 1997 a Diputado por el distrito 4 (Antofagasta, Mejillones, Sierra Gorda y Taltal)[3]

### Elecciones parlamentarias de 2001
- Elecciones parlamentarias de 2001 a Diputado por el distrito 4 (Antofagasta, Mejillones, Sierra Gorda y Taltal)[4]